# Yumiko Shige
Yumiko Shige (重 由美子 Shige Yumiko: Saga, 4 de agosto de 1965 - 9 de dezembro de 2018) foi uma velejadora japonesa.

## Carreira
Yumiko Shige representou seu país nos Jogos Olímpicos de 1992, 1996 e 2000 na qual conquistou a medalha de prata na classe 470 em 1996. 